# Liste der Tierarten im Gonarezhou-Nationalpark
Die Liste der Tierarten im Gonarezhou-Nationalpark wurde ausgegliedert, um die Übersichtlichkeit des eigentlichen Artikels zu wahren. Sie ist untergliedert in Klassen und wenn sinnvoll in Ordnungen.

## Säugetiere

### Paarhufer
- Afrikanischer Büffel (Syncerus caffer)[1]
- Flusspferd (Hippopotamus amphibius)[2]
- Giraffe (Giraffa camelopardalis)[1]
- Warzenschwein (Phacochoerus africanus)[2]
- Rappenantilope (Hippotragus niger)[3]
- Pferdeantilope (Hippotragus equinus)[3]
- Lichtenstein-Antilope (Alcelaphus lichtensteinii) (vermutlich ausgestorben)
- Steinböckchen (Raphicerus campestris)[2]
- Nyala (Tragelaphus angasii)[1]
- Moschusböckchen (Neotragus moschatus)[1]
- Kronenducker (Sylvicapra grimmia)[2]
- Kap-Greisbock (Raphicerus melanotis)[2]
- Bleichböckchen oder Oribi (Ourebia ourebi)[2]
- Klippspringer (Oreotragus oreotragus)[2]

### Unpaarhufer
- Steppenzebra (Equus quagga)[1]
- Das Breitmaulnashorn (Ceratotherium simum) ist im Nationalpark verschwunden[4]
- Der Versuch das Spitzmaulnashorn (Diceros bicornis) wieder anzusiedeln ist geplant[4].

### Rüsseltiere
- Afrikanischer Elefant (Loxodonta africana)[1]

### Raubtiere
- Löwe (Panthera leo)[1]
- Leopard (Panthera pardus)[1]
- Gepard (Acinonyx jubatus)[1]
- Afrikanischer Wildhund (Lycaon pictus)[5]
- Löffelhund (Otocyon megalotis)[5]

### Nagetiere
- Rotbauchiges Buschhörnchen (Paraxerus palliatus)[2]
- Smith-Buschhörnchen (Paraxerus cepapi)[2]

### Schuppentiere
- Steppenschuppentier (Manis temminckii)[5]

## Reptilien
- Nilkrokodil (Crocodylus niloticus)[2]
- Graurückige Klappen-Weichschildkröte (Cycloderma frenatum)[2]
- Dunkle Pelomeduse (Pelusios subniger)[6]
- Glattrand-Gelenkschildkröte (Kinixys belliana)[6]
- Spekes-Gelenkschildkröte (Kinixys spekii)[6]
- Baobab-Gecko (Hemidactylus platycephalus)[6]
- Nucras caesicaudata, eine zu den Echten Eidechsen gehörende Stumpfkopfeidechse[6]
- Fornasins Blindschlange (Typhlops fornasinii)[6]

## Fische
- Bullenhai (Carcharhinus leucas)[1]
- Frischwassergoby (Awaous aeneofuscus)[1]
- Türkiser Prachtgrundkärpfling (Nothobranchius furzeri)[1]
- Gefleckter Prachtgrundkärpfling (Nothobranchius orthonotus)[6]
- Westafrikanischer Lungenfisch (Protopterus annectens)[2]
- Tigersalmler oder Tigerfisch (Hydrocynus vittatus)[2]
- Indopazifischer Tarpun (Megalops cyprinoides)[2]
- Angeblich sollen auch Exemplare des Leichhardts Sägerochen (Pristis microdon) im Park gefangen worden sein.[2]